# Gentiana riparia
Gentiana riparia là một loài thực vật có hoa trong họ Long đởm. Loài này được Kar. & Kir. mô tả khoa học đầu tiên năm 1841.